# 이차돈 (영화)
"이차돈"은 1962년 공개된 대한민국의 영화이다.

## 배역
- 김지미
- 방수일
- 최남현